# Кузубов, Леонид Трифонович
Леонид Трифонович Кузубов (род. 23 ноября 1929, Шебекино, Центрально-Чернозёмная область) — поэт, член Союза писателей России, участник Великой Отечественной войны, почётный гражданин Белоруссии.

## Биография
Родился в городе Шебекино (ныне — Белгородской области).
В 12-летнем возрасте на третий день войны сбежал из дома на фронт. Стал разведчиком. Воевал под Сталинградом, дошёл до Берлина, трижды был ранен. Расписался штыком на здании рейхстага. Награждён орденом Славы 3 степени, орденом Отечественной войны 1 степени, 14 медалями. В его альбоме хранятся присланные дарственные фотографии от Маршала Советского Союза Г. К. Жукова, президента Чехословакии Людвика Свободы и от командарма К. М. Чистякова.
Демобилизован в 1946 году, жил в Риге, работал в УВД. Охранял главную политическую трибуну республики. Во время его дежурства трибуна была подожжена, а так как он в это время находился у своей подружки, был уволен из органов с формулировкой «за моральное разложение».
В 1950 году осуждён к 12 годам заключения за предупреждение неблагонадёжных элементов о готовящейся высылке из города. Срок отбывал на Кольском полуострове. В 1953 году освобождён по амнистии.
Вскоре на него было заведено дело о хулиганстве, но в результате он направлен в психбольницу города Грайворон. Через сына повара больницы передал в редакцию газеты «Призыв» свои стихи, которые были опубликованы 1 июля 1969 года, и за цикл стихов присуждена Всесоюзная литературная премия ЦК ДОСААФ СССР за поэму «Ровесник Октября», что способствовало его выходу из больницы.
После обследования в Москве в научно-исследовательском институте судебной психиатрии им. Сербского был снят с психиатрического учёта.

### Литературная деятельность
Первые стихи были опубликованы в 1942 году в красноармейской газете под Сталинградом. Первый сборник стихов «Подвиг» вышел в Воениздате в 1974 году.
В настоящее время им издано 14 литературных книг.

## Награды

### Военные
- Орден Славы 3 степени.
- Орден Отечественной войны 1 степени.
- 14 медалей.

### Литературные
- Лауреат литературной премии ЦК ДОСААФ и Союза писателей СССР за поэму «Ровесник Октября» (1967).
- Дипломант Всесоюзного литературного конкурса имени А. Фадеева за цикл стихов «Ночь перед атакой» (1971).
- Призёр Международного конкурса «Год века» (Чехословакия, 1987).